# DDR-Eishockeymeisterschaft 1964/65
Die DDR-Eishockeymeisterschaft 1964/65 zeigte so deutlich wie nie zuvor die Zweiklassengesellschaft, die sich – auch in anderen Mannschaftssportarten – aufgrund der planwirtschaftlichen Strukturen in der DDR abzuzeichnen begann. So waren durch die Oberliga-Aufstockung erstmals alle geförderten Sportclub-Teams in der höchsten Spielklasse vereinigt. Die unterklassigen Sportgemeinschaften dagegen zogen es aus Kostengründen vor, in den Regional-Staffeln der Gruppenliga zu starten, wofür sie – wenn sportlich qualifiziert – immer häufiger auf ihr Startrecht in den höheren Klassen verzichteten. In diesem Jahr waren somit nur drei Mannschaften für die Liga zusammenzubekommen, weshalb die bis dato zweite Spielklasse nach Abschluss der Saison aufgelöst wurde.

## Meistermannschaft
| SG Dynamo Weißwasser | Klaus Hirche – Jürgen Kraske, Bernd Engelmann, Werner Engelmann, Heinz Schildan, Werner Domke, Manfred Krause, Heinz Kuczera, Horst Heinze, Reiner Leitko, Erich Novy, Manfred Buder, Wilfried Sock, Reiner Tudyka, Bernd Poindl, Helmut Novy, Joachim Franke, Rüdiger Noack |

## Oberliga
Ergebnisse
- 01/11/1964 SG Dynamo Weisswasser - SC Turbine Erfurt 10-1
- 01/11/1964 SC Karl-Marx Stadt - Berliner TSC 7-2
- 04/11/1964 SC Dynamo Berlin - SC Einheit Dresden 15-1
- 17/11/1964 Berliner TSC - SC Empor Rostock 6-2
- 17/11/1964 ASK Vorwärts Crimmitschau - SC Karl-Marx Stadt 4-3
- 17/11/1964 SC Einheit Dresden - SG Dynamo Weisswasser 1-8
- 17/11/1964 SC Turbine Erfurt - SC Dynamo Berlin 3-7
- 09/12/1964 Berliner TSC - SG Dynamo Weisswasser 2-2
- 09/12/1964 SC Empor Rostock - SC Einheit Dresden 15-2
- 09/12/1964 ASK Vorwärts Crimmitschau - SC Turbine Erfurt 7-2
- 09/12/1964 SC Dynamo Berlin - SC Karl-Marx Stadt 6-1
- 11/12/1964 Berliner TSC - SC Dynamo Berlin 1-8
- 11/12/1964 SC Einheit Dresden - ASK Vorwärts Crimmitschau 2-9
- 11/12/1964 SC Karl-Marx Stadt - SG Dynamo Weisswasser 3-6
- 11/12/1964 SC Turbine Erfurt - SC Empor Rostock 1-6
- 13/12/1964 SG Dynamo Weisswasser - ASK Vorwärts Crimmitschau 5-1
- 13/12/1964 Berliner TSC - SC Turbine Erfurt 12-0
- 13/12/1964 SC Empor Rostock - SC Dynamo Berlin 3-8
- 13/12/1964 SC Einheit Dresden - SC Karl-Marx Stadt 5-4
- 16/12/1964 SC Turbine Erfurt - SC Karl-Marx Stadt 2-7
- 16/12/1964 Berliner TSC - SC Einheit Dresden 11-2
- 16/12/1964 SC Dynamo Berlin - ASK Vorwärts Crimmitschau 8-2
- 18/12/1964 SG Dynamo Weisswasser - SC Empor Rostock 7-0
- 19/12/1964 SC Karl-Marx Stadt - SC Empor Rostock 11-1
- 20/12/1964 ASK Vorwärts Crimmitschau - Berliner TSC 2-1
- 20/12/1964 SC Einheit Dresden - SC Turbine Erfurt 1-11
- 20/12/1964 SC Dynamo Berlin - SG Dynamo Weisswasser 1-4
- 22/12/1964 SC Einheit Dresden - SC Dynamo Berlin 1-10
- 27/12/1964 Berliner TSC - SC Karl-Marx Stadt 4-3
- 30/12/1964 SC Turbine Erfurt - SG Dynamo Weisswasser 0-17
- 30/12/1964 ASK Vorwärts Crimmitschau - SC Empor Rostock 2-1
- 10/01/1965 SC Karl-Marx Stadt - ASK Vorwärts Crimmitschau 2-4
- 10/01/1965 SG Dynamo Weisswasser - SC Einheit Dresden 12-0
- 10/01/1965 SC Dynamo Berlin - SC Turbine Erfurt 12-1
- 10/01/1965 SC Empor Rostock - Berliner TSC 7-5
- 12/01/1965 SC Dynamo Berlin - Berliner TSC 8-1
- 12/01/1965 SC Karl-Marx Stadt - SC Einheit Dresden 13-0
- 12/01/1965 SC Turbine Erfurt - ASK Vorwärts Crimmitschau 2-8
- 12/01/1965 SC Empor Rostock - SG Dynamo Weisswasser 0-9
- 16/01/1965 SC Karl-Marx Stadt - SC Turbine Erfurt 10-3
- 17/01/1965 ASK Vorwärts Crimmitschau - SC Dynamo Berlin 3-5
- 17/01/1965 SG Dynamo Weisswasser - Berliner TSC 10-2
- 17/01/1965 SC Einheit Dresden - SC Empor Rostock 3-5
- 19/01/1965 SC Dynamo Berlin - SC Empor Rostock 10-3
- 20/01/1965 Berliner TSC - ASK Vorwärts Crimmitschau 2-1
- 20/01/1965 SG Dynamo Weisswasser - SC Karl-Marx Stadt 9-2
- 20/01/1965 SC Turbine Erfurt - SC Einheit Dresden 3-4
- 22/01/1965 SG Dynamo Weisswasser - SC Dynamo Berlin 4-2
- 22/01/1965 ASK Vorwärts Crimmitschau - SC Einheit Dresden 8-1
- 22/01/1965 SC Empor Rostock - SC Karl-Marx Stadt 7-3
- 22/01/1965 SC Turbine Erfurt - Berliner TSC 4-11
- 24/01/1956 SC Karl-Marx Stadt - SC Dynamo Berlin 5-6
- 24/01/1965 ASK Vorwärts Crimmitschau - SG Dynamo Weisswasser 4-3
- 24/01/1956 SC Einheit Dresden - Berliner TSC 0-12
- ??/01/1956 SC Empor Rostock - SC Turbine Erfurt 6-4

| Pl. | Mannschaft                | Sp. | S  | U | N  | Tore    | Punkte |
| --- | ------------------------- | --- | -- | - | -- | ------- | ------ |
| 1.  | SG Dynamo Weißwasser (M)  | 14  | 12 | 1 | 1  | 106:019 | 25:03  |
| 2.  | SC Dynamo Berlin          | 14  | 12 | – | 2  | 106:033 | 24:04  |
| 3.  | ASK Vorwärts Crimmitschau | 14  | 11 | – | 3  | 062:038 | 22:06  |
| 4.  | Berliner TSC              | 14  | 6  | 1 | 7  | 071:057 | 13:15  |
| 5.  | SC Empor Rostock          | 14  | 6  | – | 8  | 058:077 | 12:16  |
| 6.  | SC Karl-Marx-Stadt        | 14  | 5  | – | 9  | 074:059 | 10:18  |
| 7.  | SC Einheit Dresden (N)    | 14  | 2  | – | 12 | 023:136 | 04:24  |
| 8.  | SC Turbine Erfurt (N)     | 14  | 1  | – | 13 | 037:118 | 02:26  |

|     | DDR-Meister                     |
|     | Relegation gegen Sieger 1. Liga |
| (M) | Titelverteidiger                |
| (N) | Neuling                         |

## Beste Scorer
|     | Spieler          | Mannschaft                | T  | V | P  |
| 1.  | Joachim Ziesche  | SC Dynamo Berlin          | 26 | 5 | 31 |
| 2.  | Manfred Künstler | TSC Berlin                | 22 | 6 | 28 |
| 3.  | Joachim Riebe    | SC Empor Rostock          | 14 | 7 | 21 |
| 4.  | Bernd Hiller     | SC Dynamo Berlin          | 15 | 5 | 20 |
| 5.  | Helmut Novy      | SG Dynamo Weißwasser      | 16 | 3 | 19 |
| 6.  | Wolfgang Wünsche | SC Empor Rostock          | 13 | 4 | 17 |
| 7.  | Dieter Kratzsch  | ASK Vorwärts Crimmitschau | 09 | 8 | 17 |
| 8.  | Lothar Fuchs     | ASK Vorwärts Crimmitschau | 14 | 2 | 16 |
| 9.  | Wolfgang Plotka  | SC Dynamo Berlin          | 08 | 8 | 16 |
| 10. | Bernd Engelmann  | SG Dynamo Weißwasser      | 13 | 2 | 15 |

T = Tore, V = Vorlagen, P = Punkte

## Relegation (Oberliga – Liga)
| SC Turbine Erfurt  | – | BSG Chemie Leuna | 13:10–05:1 |
| (Oberliga-Letzter) |   | (Liga-Meister)   |            |

Der SC Turbine Erfurt verblieb damit in der Oberliga.

## Liga
| Pl. | Mannschaft            | Sp. | S | U | N | Tore  | Punkte |
| --- | --------------------- | --- | - | - | - | ----- | ------ |
| 1.  | BSG Chemie Leuna      | 6   | 6 | – | – | 37:11 | 12:0   |
| 2.  | SG Dynamo Malchin (N) | 6   | 3 | – | 3 | 20:29 | 06:06  |
| 3.  | ESG Zittau1 (N)       | 6   | – | – | 6 | 24:41 | 00:12  |

Die übrigen Vorjahressieger der Gruppenliga-Staffeln hatten darauf verzichtet, die Startplätze der durch Oberliga-Aufstockung bzw. Rückzüge abgewanderten Teams (SC Einheit Dresden bzw. ASK Vorwärts Crimmitschau II und ASG Vorwärts Crimmitschau) einzunehmen.
|     | Für die Relegation zur Oberliga qualifiziert                               |
|     | Im Zuge der anschließenden Liga-Auflösung in die Gruppenliga zurückgestuft |
| (N) | Neuling                                                                    |

## Gruppenliga

### Gruppenliga-Meisterschaft
Es ist nicht bekannt, ob die Staffelsieger im Kampf um die Gruppenliga-Meisterschaft angetreten waren.
Tabellen unvollständig.

### Vorrunde – Staffel Nord
| Pl. | Mannschaft                   | Sp. | S | U | N | Tore  | Punkte |
| --- | ---------------------------- | --- | - | - | - | ----- | ------ |
| 1.  | HSG Wissenschaft KMU Leipzig | 5   | 2 | 1 | 2 | 11:11 | 5:5    |
| 2.  | BSG Chemie Leuna II (N)      | 3   | 2 | 1 | – | 10:06 | 05:01  |
| 3.  | SG Dynamo Schierke           | 4   | 1 | 2 | 1 | 08:07 | 04:04  |
| 4.  | BSG Chemie Granschütz        | 4   | – | 3 | 1 | 06:08 | 03:05  |
| 5.  | BSG Einheit Ballenstedt      | 4   | 1 | 1 | 2 | 02:05 | 03:05  |

### Vorrunde – Staffel West
Die als sechster Teilnehmer vorgesehene BSG Motor Eisenach hatte vor Saisonbeginn zurückgezogen.
| Pl. | Mannschaft               | Sp. | S | U | N | Tore  | Punkte |
| --- | ------------------------ | --- | - | - | - | ----- | ------ |
| 1.  | BSG Stahl Brotterode     | 2   | – | 1 | 1 | 06:08 | 01:03  |
| 2.  | ASG Vorwärts Oberhof     | 6   | 4 | 1 | 1 | 31:15 | 09:03  |
| 3.  | BSG Motor Weimar         | 3   | 2 | – | 1 | 17:12 | 04:02  |
| 4.  | BSG Empor Ilmenau        | 4   | 1 | – | 3 | 13:29 | 02:06  |
| 5.  | BSG Lokomotive Meiningen | 1   | – | – | 1 | 02:05 | 00:02  |

### Vorrunde – Staffel Ost
| Pl. | Mannschaft                      | Sp. | S | U | N | Tore  | Punkte |
| --- | ------------------------------- | --- | - | - | - | ----- | ------ |
| 1.  | SG Boxberg                      | 6   | 4 | – | 2 | 33:22 | 08:04  |
| 2.  | BSG Aktivist Knappenrode-Lohsa2 | 3   | 1 | 1 | 1 | 18:14 | 03:03  |
| 3.  | BSG Traktor Groß Düben          | 2   | 1 | – | 1 | 13:15 | 02:02  |
| 4.  | BSG Stahl Eisenhüttenstadt (N)  | 2   | – | – | 2 | 02:35 | 00:04  |

| Pl. | Mannschaft              | Sp. | S | U | N | Tore  | Punkte |
| --- | ----------------------- | --- | - | - | - | ----- | ------ |
| 1.  | SG Drespo Dresden       | 6   | 5 | 1 | – | 62:12 | 11:01  |
| 2.  | ESG Zittau II (N)       | 1   | – | – | 1 | 06:09 | 00:02  |
| 3.  | ZSG Seifhennersdorf (N) | 1   | – | – | 1 | 01:08 | 00:02  |
| 4.  | BSG Einheit Görlitz     | 2   | – | – | 2 | 04:17 | 00:04  |

Es ist nicht bekannt, ob die beiden Gruppensieger im Kampf um den Sieg in der Staffel Ost angetreten waren. Darüber hinaus liegt das Ergebnis eines "Ausscheidungsspieles" vor, bei dem Seifhennersdorf im Februar 1965 gegen Görlitz mit 0:3 unterlag.

### Vorrunde – Staffel Süd
Die als weitere Teilnehmer vorgesehene BSG Vater Jahn Annaberg-Buchholz und TSG Muldental Wilkau-Haßlau hatten vor Saisonbeginn zurückgezogen.
| Pl. | Mannschaft             | Sp. | S | U | N | Tore  | Punkte |
| --- | ---------------------- | --- | - | - | - | ----- | ------ |
| 1.  | SG Dynamo Klingenthal  | 1   | 1 | – | – | 12:01 | 02:0   |
| 2.  | BSG Traktor Eibenstock | 1   | – | – | 1 | 01:12 | 00:02  |

Die ASG Vorwärts Crimmitschau II musste aufgrund des Rückzugs der ersten Mannschaft die Gruppenliga verlassen. Der als Teilnehmer vier vorgesehene ASK Vorwärts Crimmitschau II war aufgelöst worden.
| Pl. | Mannschaft                       | Sp. | S | U | N | Tore  | Punkte |
| --- | -------------------------------- | --- | - | - | - | ----- | ------ |
| 1.  | ASG Vorwärts Crimmitschau (A)    | 3   | 3 | – | – | 29:06 | 06:0   |
| 2.  | BSG Aufbau Schönheide            | 3   | 1 | – | 2 | 12:17 | 02:04  |
| 3.  | BSG Fortschritt Lichtenstein (N) | 2   | – | – | 2 | 01:19 | 00:04  |

Es ist nicht bekannt, ob die beiden Gruppensieger im Kampf um den Sieg in der Staffel Süd angetreten waren.

## Qualifikation zur Gruppenliga 1965/66
Es sind keine Aufstiegsspiele bekannt.
Insgesamt meldeten folgende Bezirksligisten für kommende Saison in die Gruppenliga:
- WSG Rudolf Harbig Dessau (Bez. Halle)
- BSG Motor Bad Muskau (Bez. Cottbus)
- BSG Einheit Geising (Bez. Dresden)
- BSG Traktor Oberwiesenthal (Bez. Karl-Marx-Stadt)
- BSG Vater Jahn Annaberg-Buchholz (Bez. Karl-Marx-Stadt)
- TSG Muldental Wilkau-Haßlau (Bez. Karl-Marx-Stadt)

## Namensänderungen
1Die ESG Zittau startete in der Vorsaison unter dem Namen ESG Lok Zittau.

2Die BSG Aktivist Knappenrode-Lohsa startete in der Vorsaison unter dem Namen BSG Aktivist Lohsa.